# Censure d'Internet au Bénin
La censure d'internet au Bénin, consiste dans le blocage par l'État des principaux réseaux sociaux et sites d'informations et à la coupure partielle ou totale d'internet au Bénin.
Le 28 avril 2019, pour la première fois dans l'histoire du pays, internet est resté coupé toute la journée lors des élections législatives.

## Censure d'avril 2019

### Contexte
Le 28 avril 2019, se déroulent les élections législatives afin de renouveler les 83 sièges de l'Assemblée nationale du Bénin. Aucun parti d'opposition n'est autorisé à participer à ces élections, ce qui entraîne de vives tensions dans le pays. L'opposition demande à ses militants de boycotter les élections et de ne pas aller voter.
Le jour des élections, le gouvernement procède, dans un premier temps, au blocage des réseaux sociaux et applications de messagerie Facebook, Twitter, WhatsApp et Telegram puis procède à la coupure totale d'internet sur l'ensemble du territoire national.

### Chronologie
Le 27 avril 2019, veille des élections, des citoyens constatent en fin de soirée, des perturbations inhabituelles sur le réseau internet et des difficultés d'accès aux réseaux sociaux et applications de messageries et soupçonnent une censure d'internet.
Le 28 avril 2019, vers 7 h, alors que les bureaux de vote ouvraient, NetBlocks confirme le blocage des réseaux sociaux et des applications de messagerie. Vers 11 h, une nouvelle mise à jour de NetBlocks confirme la coupure totale d'internet sur l'ensemble du territoire béninois.
A 23 h 50, après la fermetures des bureaux de vote, le gouvernement lève la censure et rétablit la connexion internet.

### Condamnations et indignations
La société civile béninoise et plusieurs organisations internationales de défense des droits de l'homme dont Amnesty International, Internet sans frontières, Internet Society condamnent la censure d'internet et mentionnent qu'il s'agit d'une attaque directe à la liberté d'expression. 
Des chancelleries internationales accréditées au Bénin dont l'ambassade des Etats-Unis au Bénin, dénoncent également le blocage des réseaux sociaux et d'internet.